# آن‌ها تایرون را شبیه‌سازی کردند
آن‌ها تایرون را شبیه‌سازی کردند (به انگلیسی: They Cloned Tyrone) یک فیلم کمدی و علمی تخیلی آمریکایی به کارگردانی جوئل تیلور در اولین کارگردانی فیلم بلند خود، بر اساس فیلمنامه‌ای از تیلور و تونی رتن مایر است. جان بویگا، تیونا پریس، کیفر ساترلند و جیمی فاکس در این فیلم بازی می‌کنند. فاکس نیز یکی از تهیه‌کننده این فیلم می‌باشد.
آنها تایرون را شبیه‌سازی کردند در جشنواره فیلم سیاه آمریکا در ۱۴ ژوئن ۲۰۲۳ به نمایش درآمد و اکران محدودی را در ۱۴ ژوئیه ۲۰۲۳ آغاز کرد.
این فیلم ۲۱جولای ۲۰۲۳ در نتفلیکس منتشر شد. این فیلم نقدهای مثبتی از سوی منتقدان دریافت کرد؛ به خصوص در مورد طنز فیلم وبازی بازیگران اصلی

## خلاصه داستان
درپی رخ دادن اتفاقات عجیب و ترسناک، سه نفر که هیچ شناختی از یکدیگر ندارند، وارد یک دسیسه غیرعادی از سوی دولت آمریکا می‌شوند.

## بازیگران
- جان بویگا در نقش فانتین
- تیونا پریس در نقش یو-یو
- جیمی فاکس در نقش سلیک چارلز
- کیفر ساترلند
- جی. آلفونس نیکلسون

## تولید
فیلمبرداری اصلی در دسامبر ۲۰۲۰، در آتلانتا آغاز شد.